# Bi (jade)

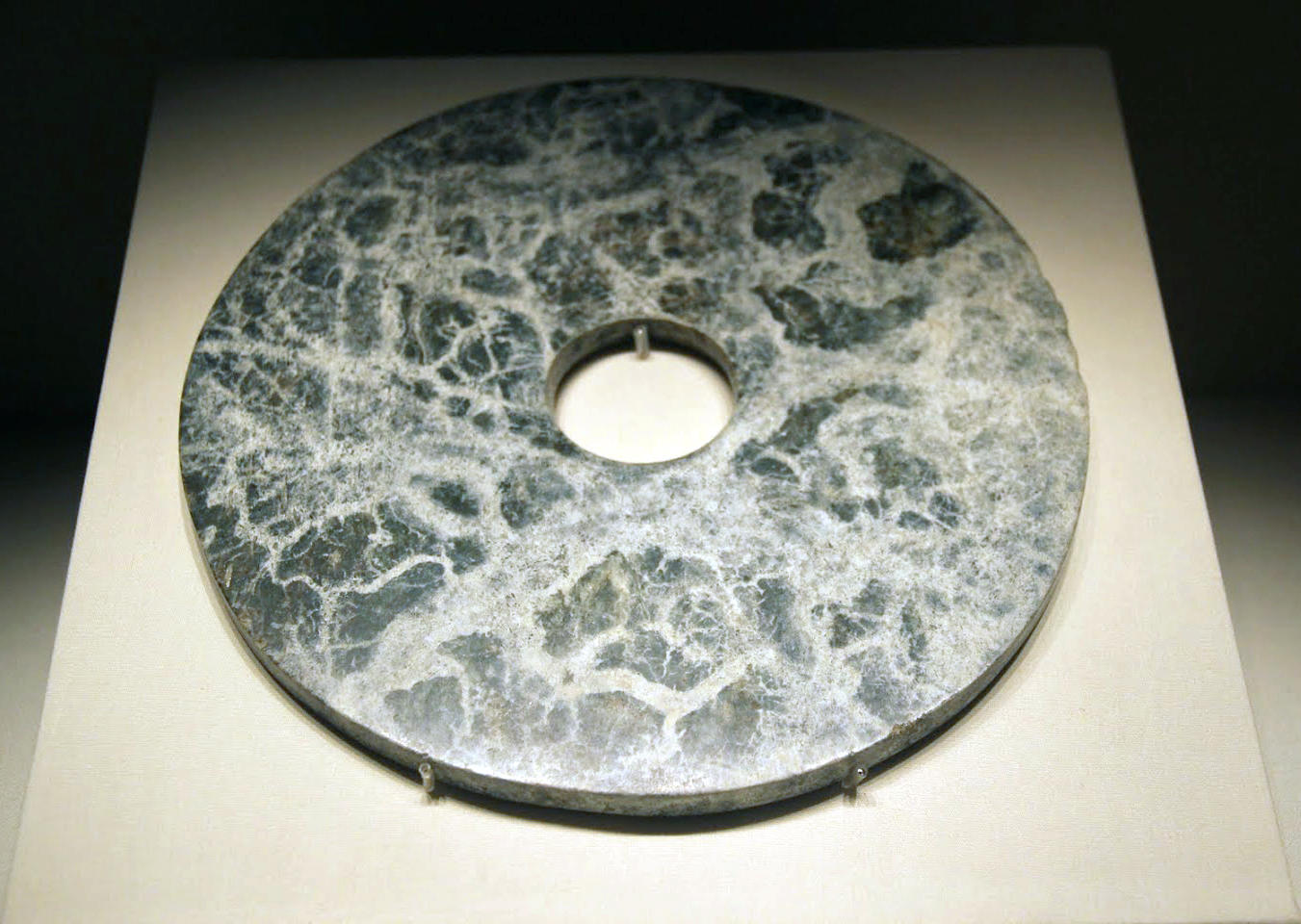
Disque bi de jade provenant de la culture de Liangzhu (3300 - -2000). Le terme bi lui est largement postérieur. Cet objet de néphrite reste aujourd'hui très énigmatique pour les archéologues traitant de cette culture. Il a fait l'objet de nombreuses interprétations au cours de ces derniers millénaires. Musée national de Chine, Pékin.

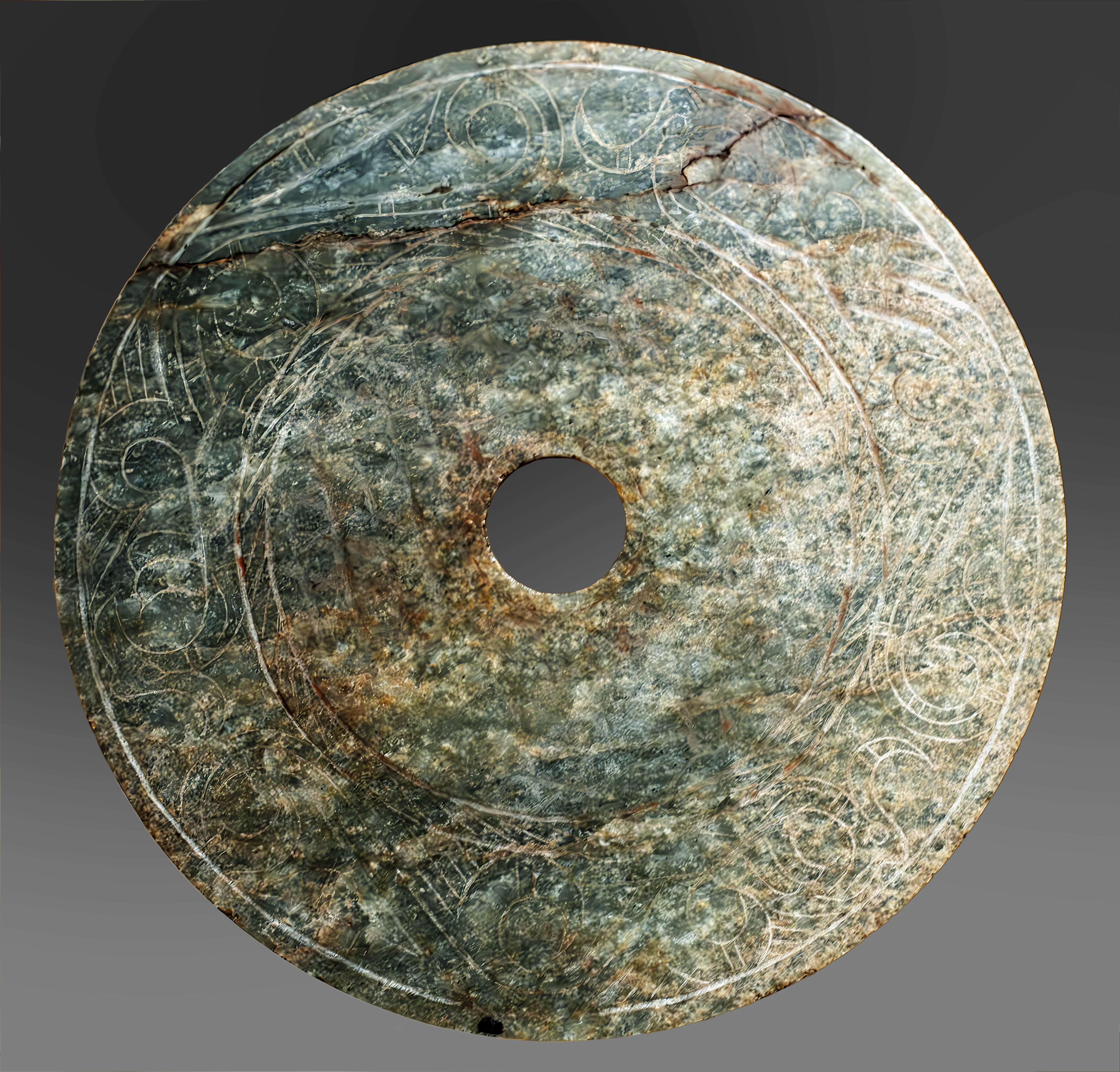
Disque bi Han occidentaux (206 av. J.C. - 9 ap. J.C.) - Musée Georges-Labit Toulouse

En Chine, le bi (chinois 璧) est un disque généralement en jade et percé d'un trou central, d'usage cultuel ou décoratif. La fabrication de bi remonte au moins à la culture de Liangzhu (3300 - 2000 av. J.-C.) et s'est poursuivie sur plusieurs millénaires, jusqu'à la dynastie Han. Mais des variantes, plus ou moins ornées, ont été réalisées bien après : le Musée national du Palais en expose un exemplaire orné de dragons sur une face et de grains ronds sur l'autre, datant de la dynastie Ming. Le bi semble avoir eu originellement une fonction rituelle, mais qui reste mal comprise et semble avoir varié au cours du temps.

## Histoire
Dès la culture de Xinglongwa (6200 - 5200 av. J.-C.), des objets de jade semblent figurer des objets fonctionnels, comme une dague de pierre polie, sous une forme ornementale.
Le disque « bi » (appelé aussi disque « pi ») est une sorte d’artéfact circulaire en jade, remontant à la Chine Néolithique. Ce sont les premiers objets cérémoniels apparus et ceux qui ont eu l'usage le plus long. Les premiers disques bi ont été produits durant le Néolithique récent, particulièrement par la culture de Liangzhu (3400 - 2000 av. J.-C.). Des exemplaires plus tardifs datent des dynasties Shang, Zhou et Han et sont, à ces époques, plus ou moins gravés et ornés de motifs répétitifs en relief.
À la suite de la diffusion de la technologie du verre depuis le monde antique méditerranéen et le Moyen-Orient, des disques bi en verre ont été produits durant la période des Royaumes combattants. Le dos est alors mat et sans aucun décor.
Le plus souvent, le bi se présente sous la forme d’un disque plat en jade avec un trou circulaire au centre. Les disques bi du Néolithique ne sont pas décorés, tandis que ceux des périodes ultérieures, tels que ceux de la dynastie Zhou, ont leur surface nettement plus ornée par des sculptures en relief, dont les motifs représentent des divinités associées au ciel, ainsi que certaines qualités et pouvoirs que le porteur du disque voudrait invoquer ou incarner. En tant qu’objets laborieusement conçus, ces disques témoignaient de la concentration du pouvoir et des ressources entre les mains d’une petite élite.
Plus tard, les traditions ont associé le « bi » au ciel et le « cong » (de forme tubulaire) à la terre. On a de plus en plus souvent trouvé des disques bi portant des imageries en rapport avec le ciel. On trouve ainsi, pendant la période des Royaumes combattants, la dynastie Han et ensuite, de nombreux disques ornés de motifs réguliers ronds en relief, « comme des étoiles », parfois associés à des « dragons » et des « nuages » en dehors de la forme du disque. Les images en rapport avec la terre suggèreraient que la forme circulaire du disque pourrait aussi avoir une signification symbolique ou ésotérique, liée aux connaissances astronomiques d’alors. Ces objets étaient généralement manipulés par les chamans qui étaient les chefs religieux de la société Liangzhu et les transmetteurs du savoir cosmologique.

## Interprétation
En réalité, la fonction et la signification originelles du bi sont inconnues, étant donné que la période néolithique et la première moitié de l'Âge du bronze n’ont laissé aucun écrit. Dès ces temps reculés, ce disque bi était enterré avec le mort, en tant que symbole que les générations postérieures ont qualifié de « céleste », accompagnant le défunt dans l’au-delà ou le « ciel », ainsi qu’un cong « reliant le corps à la terre ». Ces objets étaient posés de façon cérémonieuse, à l’intérieur de la tombe, sur le corps des personnes qui avaient un statut social élevé.
Le jade a été utilisé à travers l’histoire chinoise pour indiquer les qualités morales d’une personne, ainsi que son rang. Le plus ancien dictionnaire de Chine, rédigé ou compilé vers l'an 100 de notre ère (le Shuowen Jiezi), qualifie ainsi le jade : « Le jade est la bonne pierre parmi les pierres. Il possède cinq vertus : sa douceur lisse et son éclat discret en font le modèle de la bienveillance ; ses veines profondes se montrent en surface, c’est le principe de la rectitude ; le son généreux qu’il rend porte loin, c’est la norme de la prudence ; excluant de plier, il cassera plutôt, incarnant la bravoure ; ni sa pointe ni son tranchant ne blessent, c’est le parangon de l’intégrité. [...] »
Aujourd’hui, les disques bi en jade se portent en amulette, en bijou, ou servent de décoration.